# Лондон (тауншип, Миннесота)
Лондон (англ. London) — тауншип в округе Фриборн, Миннесота, США. На 2000 год его население составило 334 человека.

## География
По данным Бюро переписи населения США площадь тауншипа составляет 93,6 км², из которых 93,6 км² занимает суша, водоёмов нет.

## Демография
По данным переписи населения 2000 года здесь находились 334 человека, 138 домохозяйств и 93 семьи.  Плотность населения —  3,6 чел./км².  На территории тауншипа расположено 149 построек со средней плотностью 1,6 построек на один квадратный километр. Расовый состав населения: 99,70 % белых и 0,30 % приходится на две или более других рас.
Из 138 домохозяйств в 27,5 % воспитывались дети до 18 лет, в 64,5 % проживали супружеские пары, в 0,7 % проживали незамужние женщины и в 31,9 % домохозяйств проживали несемейные люди. 29,7 % домохозяйств состояли из одного человека, при том 12,3 % из — одиноких пожилых людей старше 65 лет. Средний размер домохозяйства — 2,42, а семьи — 2,98 человека.
24,0 % населения — младше 18 лет, 6,6 % — в возрасте от 18 до 24 лет, 26,6 % — от 25 до 44, 26,3 % — от 45 до 64, и 16,5 % — старше 65 лет. Средний возраст — 40 лет. На каждые 100 женщин приходилось 114,1 мужчин.  На каждые 100 женщин старше 18 приходилось 115,3 мужчин.
Средний годовой доход домохозяйства составлял 37 500 долларов, а средний годовой доход семьи —  43 571 доллар. Средний доход мужчин —  24 615  долларов, в то время как у женщин — 22 778. Доход на душу населения составил 16 882 доллара. За чертой бедности находились 1,1 % семей и 1,2 % всего населения тауншипа, из которых 3,6 % старше 65 лет.